# Нар'ян-Мар
На́р'ян-Мар (рос. На́рьян-Мар; нен. Няръяна мар — Червоне Місто) — адміністративний центр Ненецького автономного округу, Росія.
- Місто розташоване на березі річки Печора, за 110 км від Баренцового моря
- Нар'ян-Мар було засновано у 1929 році. У 1935 році йому було надано статус міста
- Населення — 24,2 тис. осіб (2024).

## Історія
Літописні джерела свідчать, що вже з XII століття район Нижньої Печори був  добре відомим. Тут жили племена югра, печера, які здійснювали обмінну торгівлю з росіянами. В 1499 р. було засноване селище Пустозерськ. В XVIII—XIX століттях на берегах Печори появилися нові села: Великовисочне, Оксіно, Тельвіска, Куя, — жителі яких займались рибальством, полюванням, розведенням оленів.
В 1860-ті роки арктичні дослідники капітан П. І. Крузенштерн, купець В. М. Латкін і купець М. К. Сидоров детально вивчили фарватер річки Печора й організували Печорську компанію, яка займалась експортом печорського лісу. М. К. Сидоров мріяв побудувати на Печорі морський порт, а також місто з назвою «Югорськ». Протягом 16 років він намагався отримати  шість десятин землі для побудови порту, але земля йому не була відведена.
В 1892 р. на Печорі в селі Куя з'явився перший однорамний лісопильний завод промисловця А. М. Сибирякова, але незабаром лісозавод  згорів. В 1897 р. на березі Городецького шара навпроти села Йокуша був зведений лісопильний завод шведського товариства «Альфред Лідбек і К°». Однак цей завод також був знищений пожежею.
З 1897 р. Товариством Архангельсько-Мурманського пароплавства започатковані морські рейси між Архангельськом і дельтою Печори (село Куя).
В 1903 р. на території сучасного Нар'ян-Мара засновано Печорський лісозавод товариства «Стелла-Поляре», яке очолюав норвезький лісопромисловець Мартин Ульсен.

## Економіка

### Промисловість
- Морський порт
- Підприємства харчової промисловості
- АО «Ненецкая нефтяная компания»
- ОАО «Нарьян-Марсейсморазведка»
- ОАО «Нарьян-Марский объединённый авиаотряд»
- Газопровід від Васильківського родовища

### Банки
В місті розташовані відділення банків:
- «Сбербанк России»
- «Московский индустриальный банк»
- «Банк «Финансовая корпорация Открытие»
- «ВТБ 24»

### Торгівля
У місті діють підприємства торгівлі російських мереж:
- «DNS»
- «Евросеть»
- «Связной»
- «Л’Этуаль»
- «585*Золотой»
- «Аскона»
- «33 пингвина»
- «Sela»
- «Бристоль»
- «Позитроника»

## Пам'ятки
- Будівля адміністрації Ненецького автономного округа
- Ненецький краєзнавчий музей
- Будинок Шевельових[5] (Музей-заповідник «Пустозерськ»)
- Будівля головпочтамта
- Пам'ятник до 500-річчя Пустозерська
- Літак капітана Тарасова
- Палац культури «Арктика»
- Пам'ятник екіпажу буксирного пароплава «Комсомолець»
- Пам'ятник «Подвигу учасників оленно-транспортних батальйонів»
- Богоявленський собор
- Свято-Казанський храм (Православна поморська церква)
- Пам'ятник Нар'ян-Марським портовикам
- Обеліск Перемоги
- Пам'ятник Леніну

## Транспорт

### Авіаційний
Центр міста сполучений з аеропортом автомобільною дорогою загального користування федерального значення А381. Аеропорт Нар'ян-Мара приймає літаки Ан-24, Ан-26, Ан-12, Ту-134, Як-40, Як-42, Іл-18, Boeing 737, ATR 42, вертольоти усіх типів.

### Міський
З 1955 р. в місті діє автобусний транспорт, який зараз обслуговує 9 маршрутів.

### Таксі
В місті діють таксі «Альфа», «Тройка», «Метро», «НМ-такси», а також сервіси Яндекс.Такси, InDriver.

### Міжміські сполучення
З 1991 по 2008 р. здійснювалось будівництво дороги Нар'ян-Мар — Усинськ протяжністю 386 км, яке було зупинене через відсутність  фінансування. В 2016 р. роботи були відновлені.

## Клімат
| Клімат На́р'ян-Мар                          | Клімат На́р'ян-Мар | Клімат На́р'ян-Мар | Клімат На́р'ян-Мар | Клімат На́р'ян-Мар | Клімат На́р'ян-Мар | Клімат На́р'ян-Мар | Клімат На́р'ян-Мар | Клімат На́р'ян-Мар | Клімат На́р'ян-Мар | Клімат На́р'ян-Мар | Клімат На́р'ян-Мар | Клімат На́р'ян-Мар | Клімат На́р'ян-Мар |
| Показник                                   | Січ.              | Лют.              | Бер.              | Квіт.             | Трав.             | Черв.             | Лип.              | Серп.             | Вер.              | Жовт.             | Лист.             | Груд.             | Рік               |
| Абсолютний максимум, °C                    | 2,7               | 2,8               | 7,9               | 14,2              | 27,8              | 33,4              | 33,9              | 30,8              | 23,9              | 17,2              | 6,5               | 3,0               | 33,9              |
| Середній максимум, °C                      | −13,2             | −12,8             | −6,6              | −2                | 4,7               | 14,1              | 18,8              | 14,7              | 9,3               | 1,6               | −6,5              | −10,1             | 1,0               |
| Середня температура, °C                    | −17,2             | −16,9             | −10,9             | −6,6              | 0,6               | 8,8               | 13,5              | 10,5              | 5,8               | −0,8              | −9,6              | −14               | −3,1              |
| Середній мінімум, °C                       | −21,7             | −21,4             | −15,5             | −11,2             | −2,7              | 4,7               | 9,2               | 7,1               | 3,0               | −3,3              | −13,2             | −18,3             | −6,9              |
| Абсолютний мінімум, °C                     | −47,4             | −46,5             | −45,4             | −36,3             | −23,7             | −7,2              | 0,0               | −4,3              | −7,8              | −26,4             | −40,2             | −47,6             | −47,6             |
| Середня кількість сонячних годин на місяць | 6,0               | 47,0              | 128,0             | 200,0             | 187,0             | 248,0             | 264,0             | 160,0             | 98,0              | 52,0              | 13,0              | 1,0               |                   |
| Норма опадів, мм                           | 29                | 24                | 26                | 29                | 37                | 48                | 55                | 70                | 60                | 52                | 37                | 36                | 503               |
| Днів з дощем                               | 3                 | 2                 | 3                 | 7                 | 14                | 20                | 20                | 25                | 24                | 16                | 6                 | 4                 |                   |
| Днів зі снігом                             | 24                | 22                | 23                | 17                | 11                | 2                 | 0                 | 0                 | 1                 | 12                | 20                | 24                |                   |
| Вологість повітря, %                       | 82                | 82                | 81                | 78                | 76                | 72                | 75                | 83                | 86                | 88                | 87                | 84                |                   |
| ------------------------------------------ | ----------------- | ----------------- | ----------------- | ----------------- | ----------------- | ----------------- | ----------------- | ----------------- | ----------------- | ----------------- | ----------------- | ----------------- | ----------------- |

## Нарьян-Мар у мистецтві
Пісня "Нарьян-Мар, мой Нарьян-Мар" написана в 1964 р.  на слова Інни Кашежевої, музика  Григорія Пономаренка. Галина Шалькова стала першою виконавицею пісні. Надалі пісня набула популярності у виконанні Катерини Шавріної і Кола Бельди.
Фргамент першого куплета і приспів пісні:
|  | В небе зори алеют, Полыхают вдали, Будто солнце олени На рогах принесли. Нарьян-Мар, мой Нарьян-Мар — Городок не велик и не мал. У Печоры у реки, Где живут оленеводы И рыбачат рыбаки. |

## Галерея

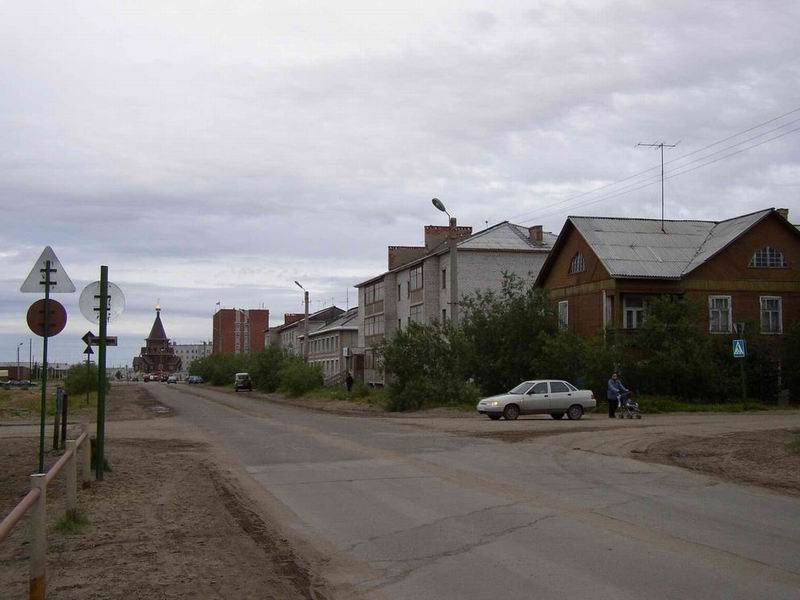
Нар'ян-Мар, вулиця Леніна, 2009 р.
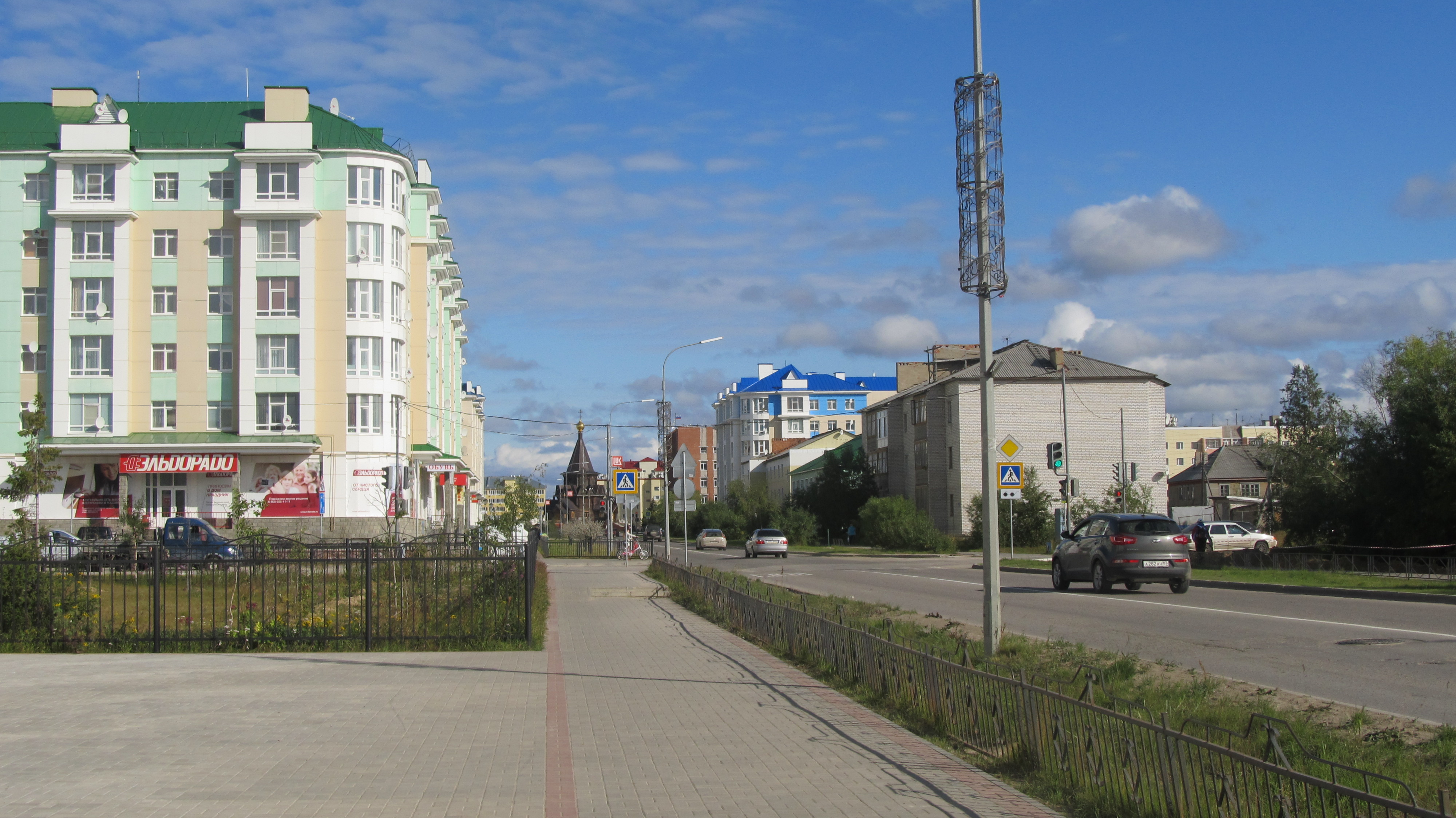
Нар'ян-Мар, вулиця Леніна, 2014 р.
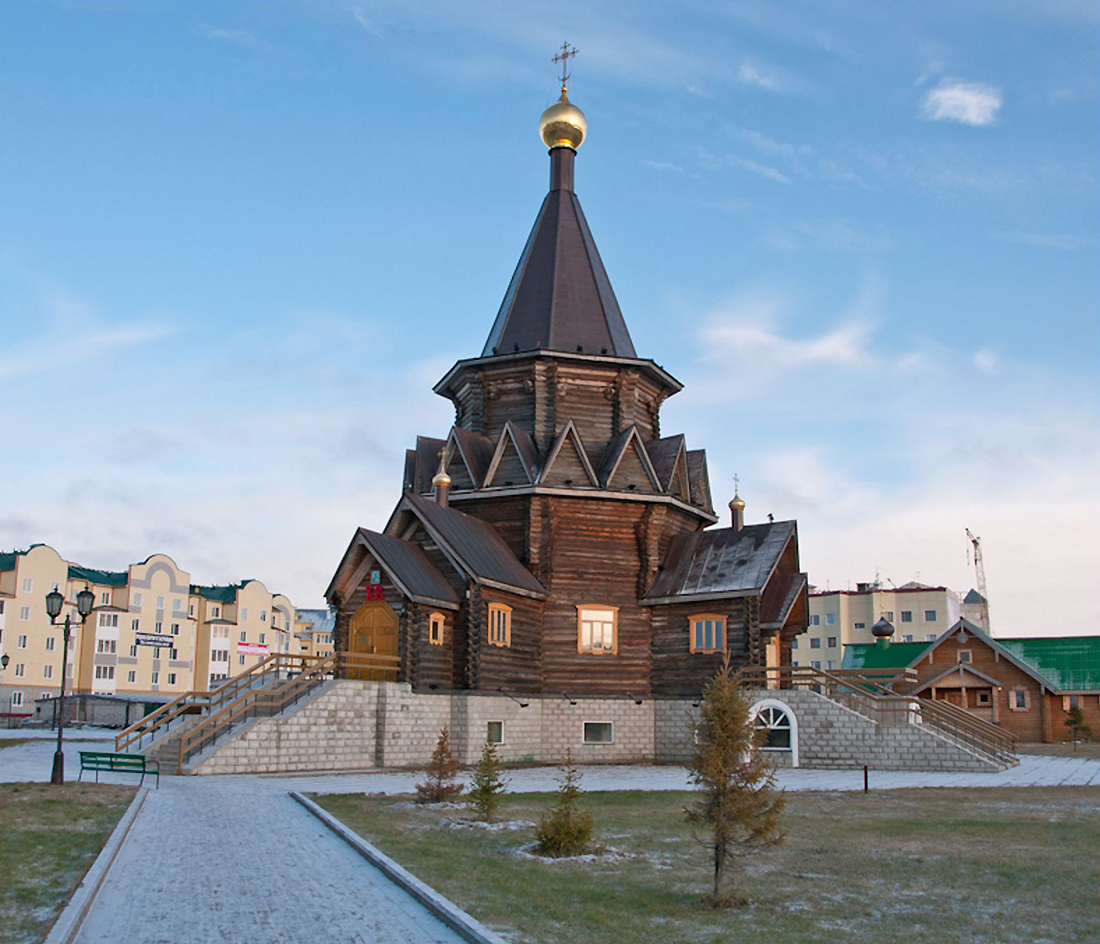
Богоявленський_собор в Нар'ян-Марі, 2014 р.